# 6月14日
6月14日（ろくがつじゅうよっか）は、グレゴリオ暦で年始から165日目（閏年では166日目）にあたり、年末まであと200日ある。

## できごと

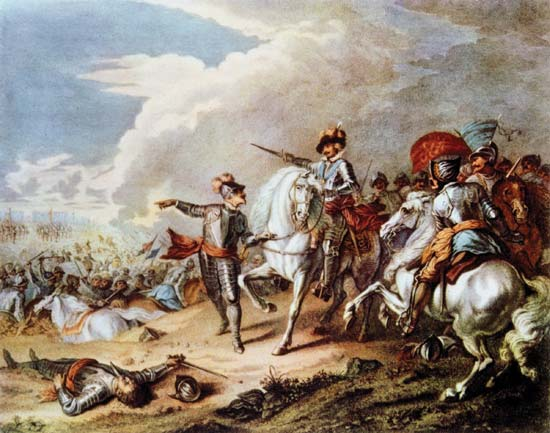
イングランド内戦、ネイズビーの戦い(1645)

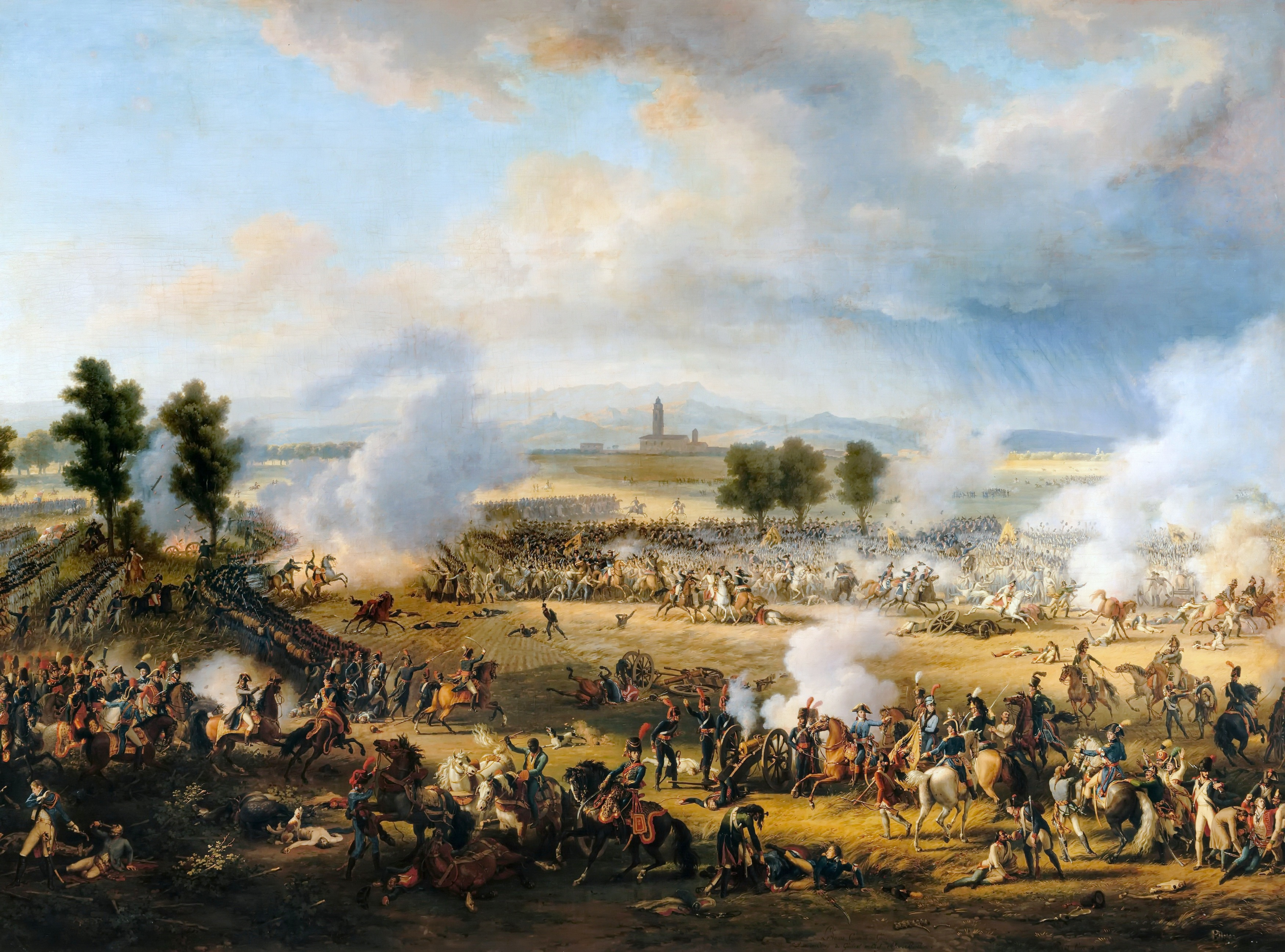
フランス革命戦争、マレンゴの戦い(1800)

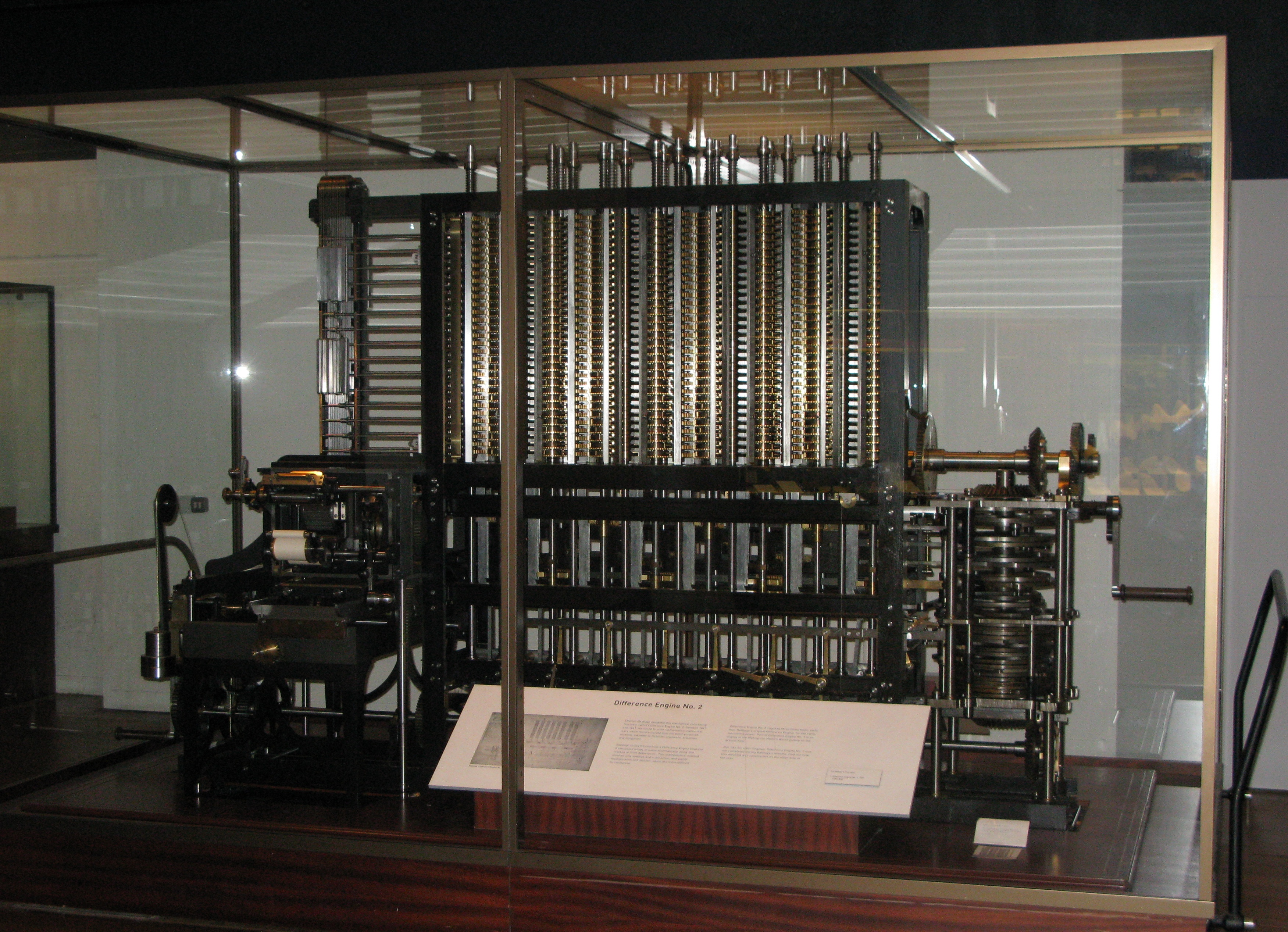
計算機「階差機関」の論文が王立天文学会に送付される(1786)。画像は論文に基づき実作された階差機関。

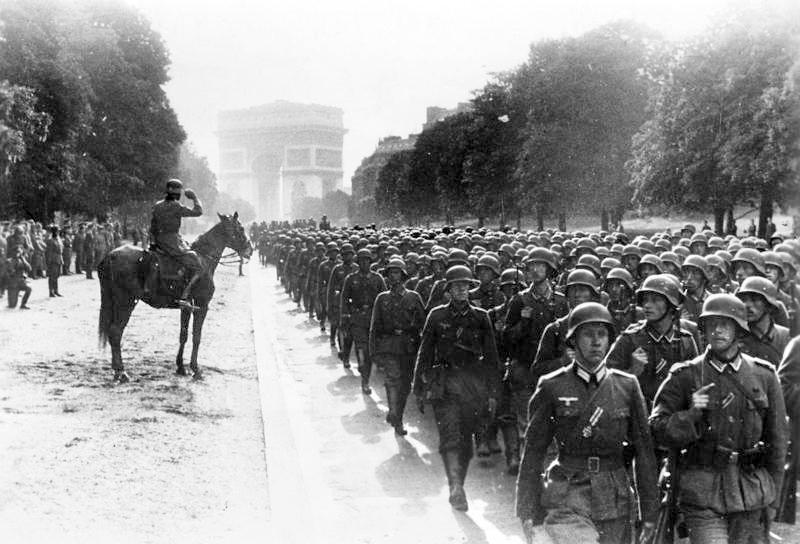
第二次世界大戦、ドイツ軍によるパリ占領。

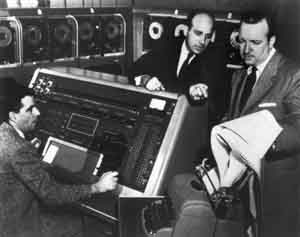
世界初の商用コンピュータUNIVAC Iの1号機、アメリカ合衆国国勢調査局に納入(1951)

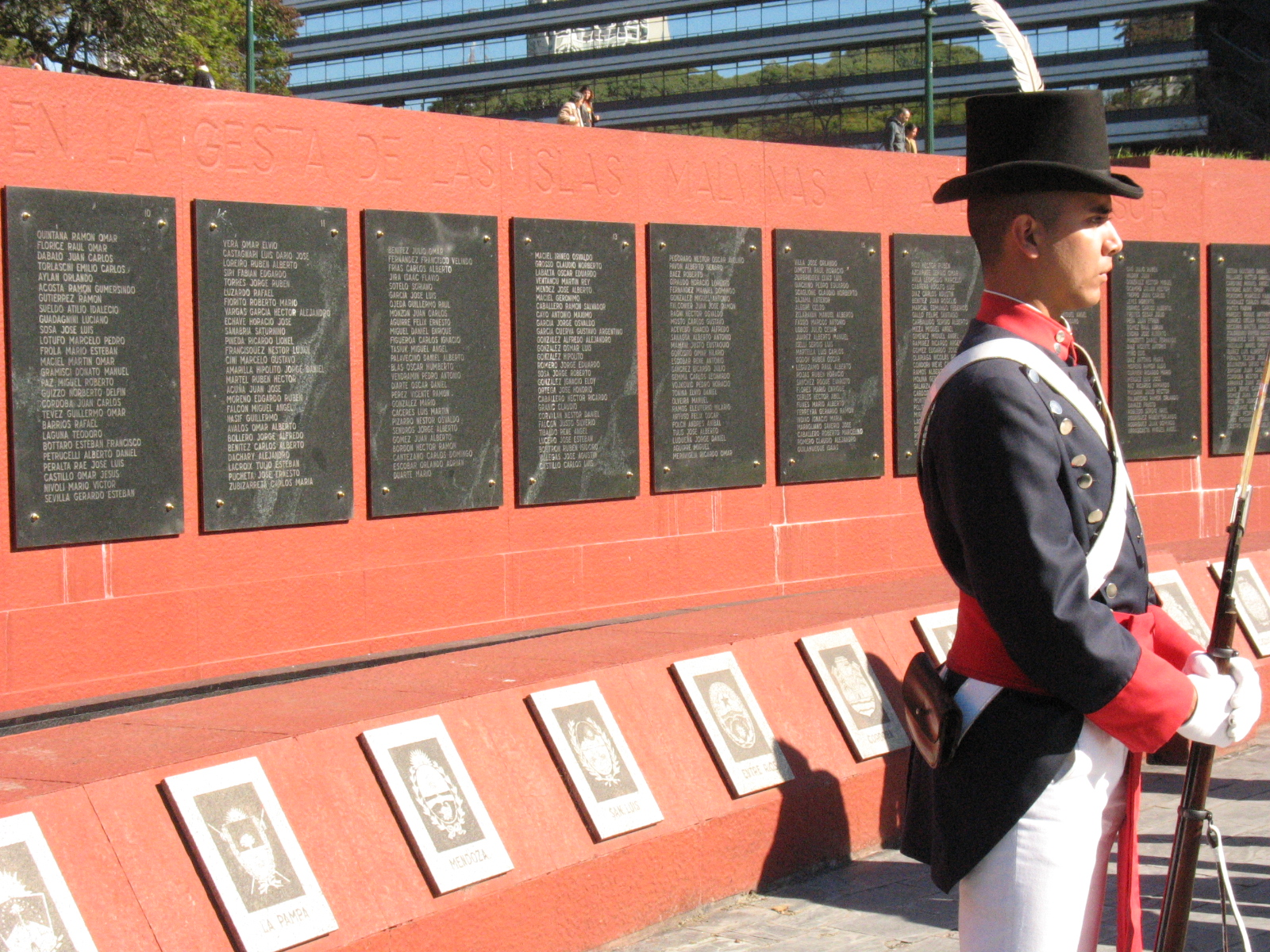
フォークランド紛争終結(1982)。画像はブエノスアイレスにあるモニュメント。

- 1235年（文暦2年5月27日） - 藤原定家が古今の和歌百首を書写する（百人一首の原型とされる）。
- 1572年（元亀3年5月4日） - 木崎原の戦い。300人の島津義弘軍が3,000人の伊東祐安軍を破る。
- 1583年（天正11年4月24日） - 北ノ庄城で柴田勝家・お市の方が自害する。
- 1645年 - イングランド内戦: ネイズビーの戦い。
- 1775年 - アメリカ独立戦争: 第2次大陸会議の決議により大陸軍が発足。
- 1777年 - 星条旗がアメリカ合衆国の国旗に制定される。
- 1789年 - バウンティ号の反乱: バウンティ号を追い出されたウィリアム・ブライ艦長以下19人の乗った救命艇がティモール島に到着。
- 1789年 - アメリカケンタッキー州の牧師エライジャ・クレイグによってバーボン・ウイスキーが初めて作られる。
- 1800年 - フランス革命戦争: マレンゴの戦い。
- 1807年 - ナポレオン戦争: フリートラントの戦い。
- 1822年 - チャールズ・バベッジが階差機関についての論文を王立天文学会に送る。
- 1846年 - メキシコから分離独立してカリフォルニア共和国が成立。同年7月9日にアメリカ合衆国に吸収され消滅。
- 1910年 - 聚精堂から、柳田國男の『遠野物語』初版350部が刊行[1]。
- 1919年 - ジョン・オールコックとアーサー・ブラウンが世界初の大西洋無着陸横断飛行のためカナダを出発。16時間12分かけて翌日アイルランドに到着。 (en:Alcock and Brown)
- 1920年 - 北海道の夕張炭鉱で爆発事故。死者209人[2]。
- 1926年 - ブラジルが国際連盟を脱退[3]。
- 1940年 - 第二次世界大戦・ナチス・ドイツのフランス侵攻: ドイツ軍によってパリが占領される。
- 1940年 - 第二次世界大戦・バルト諸国占領: ソビエト連邦がバルト三国への侵攻を開始。
- 1940年 - 隅田川にかかる可動橋・勝鬨橋が完成。
- 1941年 - 第二次世界大戦・バルト諸国占領: バルト三国でソビエト連邦による大規模な国民のシベリアなどへの国外追放 (en:June deportation) が開始される。
- 1949年 - 映画倫理規程管理委員会（現 映画倫理委員会）が発足[4]。
- 1951年 - 世界初の商用コンピュータUNIVAC Iの1号機がアメリカ合衆国国勢調査局に納入される。
- 1952年 - 世界初の原子力潜水艦となるアメリカ海軍の「ノーチラス」が起工。
- 1954年 - カービン銃ギャング事件。
- 1959年 - ドミニカ共和国のラファエル・トルヒーヨの30年に及ぶ独裁政権終わらせるために、6月14日革命運動（スペイン語版）が開始される。

- 1962年 - パリで欧州宇宙研究機構（ESRO、欧州宇宙機関の前身の一つ）が発足。
- 1962年 - 徳島県阿南市長生町の明谷トンネルの建設現場で落盤。作業員16人が生き埋めとなり7人が死亡[5]。
- 1965年 - 東京都議会が自主解散[6]。都道府県議会の解散は現行の日本国憲法下では初。
- 1966年 - 結社の自由及び団結権の保護に関する条約（ILO87号条約）が日本に対して発効。条約自体の発効日は1950年7月4日。
- 1966年 - アジア太平洋協議会 (ASPAC) 設立。
- 1966年 - カトリック教会が1557年からあった禁書目録を公式に廃止。
- 1967年 - アメリカの金星探査機「マリナー5号」が打ち上げ。
- 1972年 - 榎美沙子ら「中絶禁止法に反対しピル解禁を要求する女性解放連合」（中ピ連）を結成。
- 1972年 - 日本航空471便DC-8-53型 (JA8012) が、ニューデリーのパラム空港への着陸進入中に空港手前のジャムナ河畔に墜落、搭乗員89名中86名と地上の工事作業員4名が死亡。（日本航空ニューデリー墜落事故）
- 1982年 - フォークランド紛争終結。
- 1985年 - ベルギー・フランス・西ドイツ・ルクセンブルク・オランダの5カ国がシェンゲン協定に調印する。
- 1985年 - トランス・ワールド航空847便テロ事件発生。
- 1987年 - マドンナの初来日公演が大阪市中央区難波の大阪球場からスタート。
- 1992年 - 環境と開発に関する国際連合会議が、環境と開発に関するリオ宣言などを採択して閉幕。
- 1998年 - バスケットボールのマイケル・ジョーダンがシカゴ・ブルズで2度目のNBA3連覇を達成。ジョーダンのブルズ時代最後の試合を優勝で飾る。
- 1998年 - サッカー日本代表がFIFAワールドカップで初めて試合を行う（対アルゼンチン戦）。
- 1999年 - 南アフリカ大統領にタボ・ムベキが選出される。
- 2002年 - 2002 FIFAワールドカップで、サッカー日本代表が、大阪市長居陸上競技場でチュニジアを2-0で下し、グループHを2勝1引分の1位で通過、日本代表が初めてノックアウトステージ進出を決める。
- 2003年 - 八尾市ヤミ金心中事件。
- 2008年 - 東京地下鉄（東京メトロ）副都心線の池袋 - 渋谷間が開業し、全線開通。
- 2008年 - 東武鉄道東上線で座席定員制列車TJライナーが運行を開始。
- 2008年 - 岩手・宮城内陸地震が発生。
- 2010年 - 読売新聞の四コマ漫画『コボちゃん』（作：植田まさし）が連載10,000回に到達。
- 2017年 - ロンドン西部にある公営住宅、グレンフェル・タワーで大規模火災[7]。79人以上が死亡。（グレンフェル・タワー火災）
- 2022年 - ウイスキー戦争終結。

## 誕生日

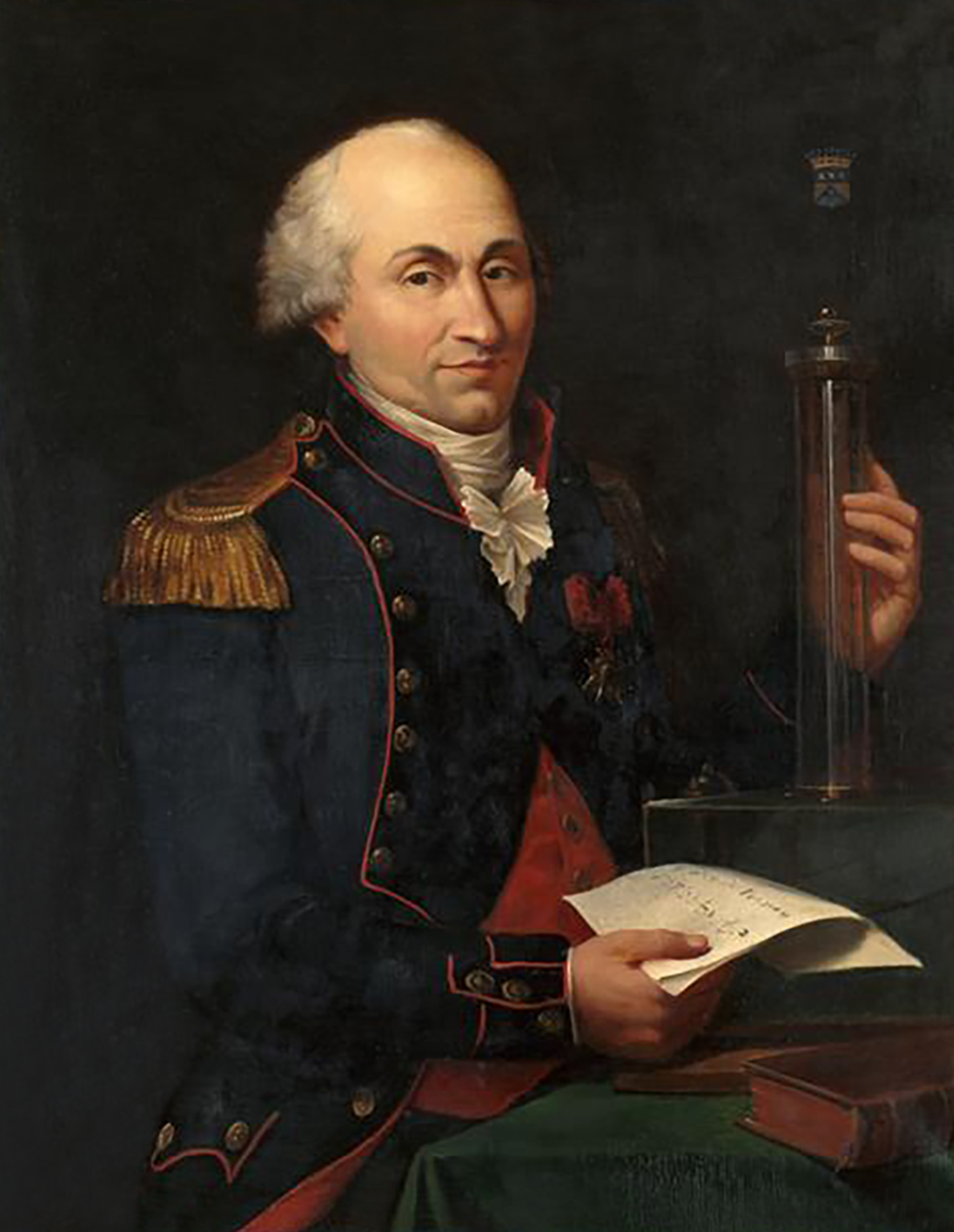
物理学者シャルル・クーロン(1736-1806)誕生。電荷の単位クーロンなどに名を残す。

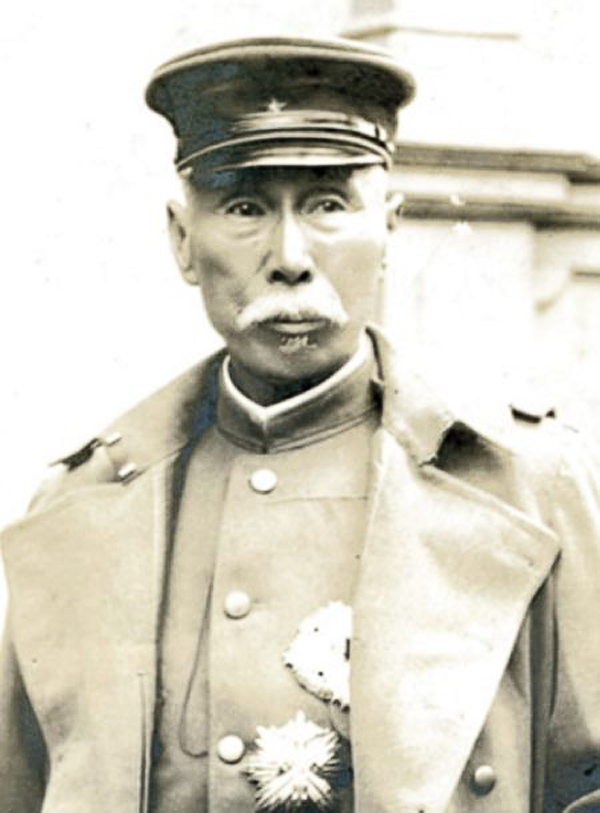
第3・9代日本国内閣総理大臣、山縣有朋(1838-1922)誕生。

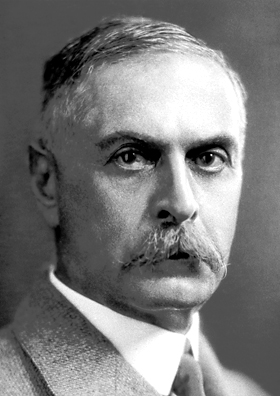
ABO式血液型を発見した生物学者カール・ラントシュタイナー(1868-1943)誕生。当人はO型であった。

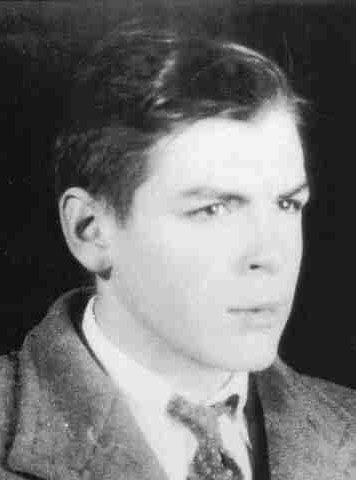
キューバの革命家、チェ・ゲバラ(1928-1967)誕生。

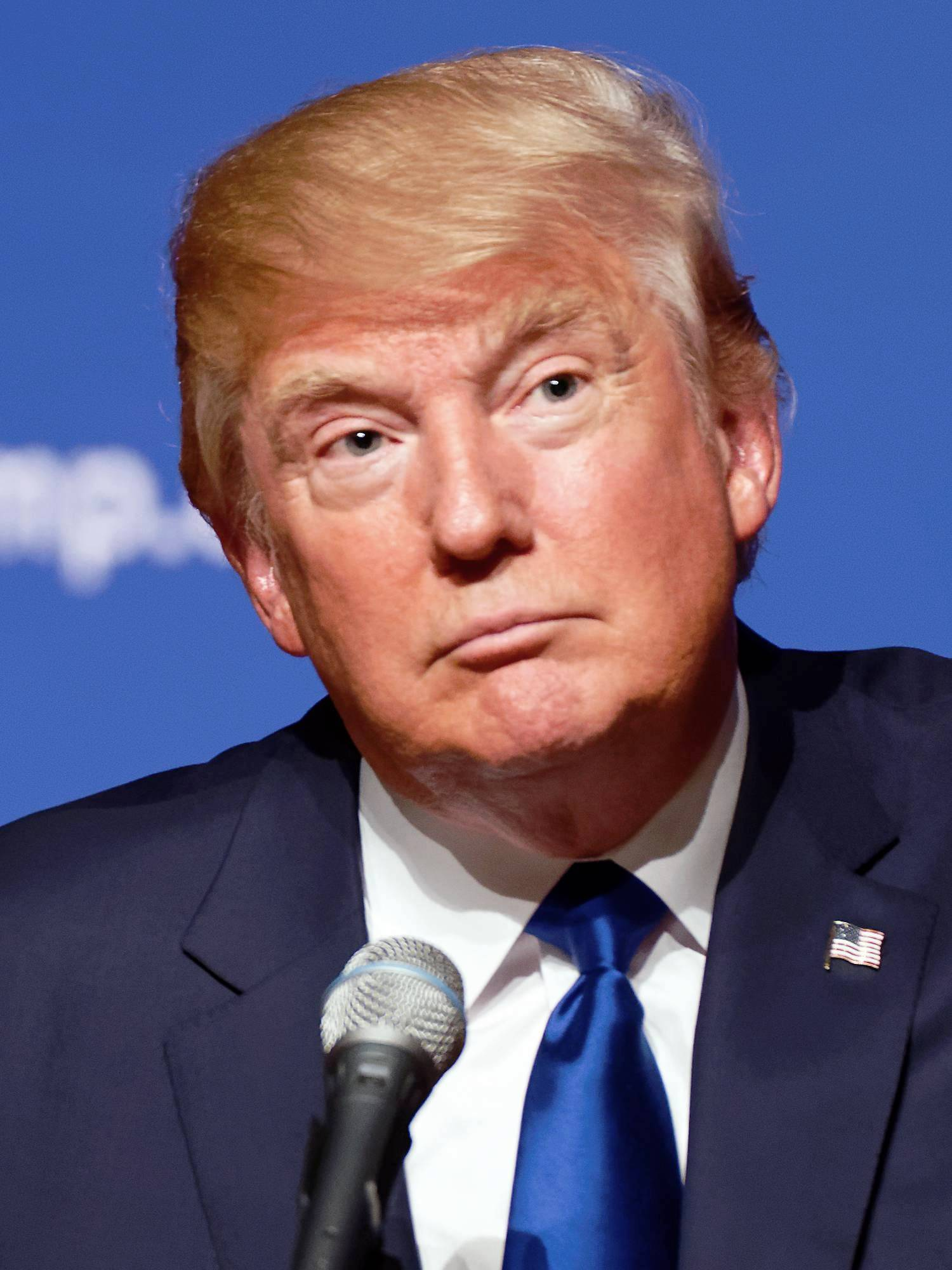
第45代アメリカ合衆国大統領、ドナルド・トランプ(1946-)誕生。

- 1588年（天正16年5月21日） - 保科正貞、飯野藩主（+ 1661年）
- 1679年（延宝7年5月6日） - 徳川徳松、徳川綱吉長男、館林藩主（+ 1683年）
- 1732年 - ルイジ・ランツィ、考古学者（+ 1810年）
- 1736年 - シャルル・クーロン、物理学者（+ 1806年）
- 1763年 - ジモン・マイール、作曲家（+ 1845年）
- 1811年 - ハリエット・ビーチャー・ストウ、作家（+ 1896年）
- 1816年（文化13年5月19日） - 伊東長裕、岡田藩主（+ 1860年）
- 1817年 - シャルル・オーギュスト・フレカン、彫刻家（+ 1893年）
- 1838年（天保9年閏4月22日） - 山縣有朋、政治家、第3代・第9代内閣総理大臣（+ 1922年）
- 1856年 - アンドレイ・マルコフ、数学者（+ 1922年）
- 1864年 - アロイス・アルツハイマー、医学者、精神科医（+ 1915年）
- 1866年 - 今村力三郎、裁判官、弁護士、専修大学第5代総長（+ 1954年）
- 1868年 - カール・ラントシュタイナー、病理学者（+ 1943年）
- 1870年 - 今村明恒、地震学者（+ 1948年）
- 1870年 - イヴァン・ハリトーノフ、料理人（+ 1918年）
- 1874年 - 村松志孝、郷土史家、漢詩人（+ 1974年）
- 1887年 - 山脇敏子、洋画家、服飾手芸家、教育者（+ 1960年）
- 1899年 - 川端康成、作家（+ 1972年）
- 1910年 - ルドルフ・ケンペ、指揮者（+ 1976年）
- 1913年 - スタンリー・ブラック、音楽家（+ 2002年）
- 1914年 - 岡田春夫、政治家（+ 1991年）
- 1914年 - 金指正三、歴史家（+ 1989年）
- 1916年 - 岩本徹三、大日本帝国海軍軍人、パイロット（+ 1955年）
- 1917年 - アトル・セルバーグ、数学者（+ 2007年）
- 1920年 - 駒井哲郎、版画家（+ 1976年）
- 1924年 - 長島甲子男、元プロ野球選手（+ 2009年）
- 1925年 - 藤沢秀行、囲碁棋士（+ 2009年）
- 1926年 - ドン・ニューカム、元プロ野球選手（+ 2019年）
- 1928年 - チェ・ゲバラ、革命家、ゲリラの指導者、医師（+ 1967年）
- 1929年 - 日野啓三、小説家（+ 2002年）
- 1932年 - 中山正暉、政治家
- 1935年 - 高橋幸一、元プロ野球選手
- 1935年 - 飽本唯徳、元プロ野球選手（+ 没年不詳）
- 1936年 - 村上豊、画家（+ 2022年）
- 1936年 - 井上敦、政治家（+ 2011年）
- 1936年 - 山根成之、映画監督（+ 1991年）
- 1937年 - 杉原輝雄、プロゴルファー（+ 2011年）
- 1942年 - 柴田一、実業家
- 1944年 - 椎名誠、作家
- 1944年 - 中野孝征、元プロ野球選手
- 1946年 - ドナルド・トランプ、実業家、政治家、第45代アメリカ合衆国大統領
- 1947年 - 三田明、歌手、俳優
- 1947年 - 宮内洋、俳優
- 1948年 - ローレンス・イェップ、小説家
- 1948年 - 吉江喜一、元プロ野球選手（+ 2018年）
- 1948年 - 椎橋重、俳優、声優（+ 1998年）
- 1949年 - ボブ・フランクストン、コンピュータ科学者
- 1950年 - 上田容三、元プロ野球選手
- 1953年 - 牧泰昌、ラジオパーソナリティ（+ 2025年）
- 1953年 - 近藤三津枝、政治家
- 1953年 - 北川裕司、元プロ野球選手
- 1954年 - 根本隆、元プロ野球選手
- 1956年 - ジャンナ・ナンニーニ、ロック歌手
- 1957年 - 山村健、実業家、政治家
- 1958年 - 大村敦志、民法学者、東京大学名誉教授
- 1958年 - 倉本一宏、歴史学者、国際日本文化研究センター名誉教授、総合研究大学院大学名誉教授
- 1958年 - 沼毅、技術者、実業家、元トヨタ紡織社長
- 1958年 - 昆貢、調教師、元騎手
- 1958年 - エリック・ハイデン、スピードスケート選手
- 1958年 - オラフ・ショルツ、政治家、9代ドイツ首相
- 1960年 - 鈴木淑恵、女優、声優、ナレーター
- 1960年 - マイク・ラガ、元プロ野球選手
- 1961年 - 原秀則、漫画家
- 1961年 - ボーイ・ジョージ、ミュージシャン
- 1962年 - 海峡ひろき、女優、元宝塚歌劇団花組
- 1963年 - 菊地成孔、ジャズミュージシャン
- 1964年 - 2代目三波伸介、喜劇役者
- 1965年 - 木幡初広、騎手
- 1965年 - 永井美奈子、アナウンサー
- 1965年 - 加藤正樹、元プロ野球選手
- 1965年 - 藤尾益雄、実業家
- 1966年 - 平本淳也、元タレント
- 1967年 - 吉田直喜、元プロ野球選手
- 1967年 - 重ノ海博久、元大相撲力士
- 1968年 - 大塚寧々、女優
- 1968年 - 中島史恵、タレント（シェイプUPガールズ）
- 1968年 - 小坂勝仁、元プロ野球選手
- 1969年 - シュテフィ・グラフ、テニス選手
- 1970年 - 佐藤まさよし、声優
- 1970年 - 原田哲也、ロードレースライダー
- 1971年 - 高橋貢、オートレーサー
- 1971年 - 前田智徳、元プロ野球選手
- 1971年 - 前田健、お笑い芸人、ものまねタレント（+ 2016年）
- 1971年 - 中島忠幸、お笑い芸人（カンニング）（+ 2006年）
- 1972年 - ダリル・ホランド、騎手
- 1973年 - 常世晶子、アナウンサー、タレント
- 1974年 - 桑原陽子、囲碁棋士
- 1976年 - 津川友美、女優
- 1976年 - マッシモ・オッド、元サッカー選手
- 1976年 - 水島大宙、声優
- 1976年 - 目黒三吉、漫画家
- 1976年 - 山﨑勝之、俳優
- 1977年 - 栃不動周二、元大相撲力士
- 1977年 - 川崎泰央、元プロ野球選手
- 1978年 - 上田栄蔵、元競輪選手
- 1978年 - エドガー・ゴンザレス、元プロ野球選手
- 1979年 - ボンざわーるど、お笑いタレント（元カナリア）
- 1979年 - 柳家㐂三郎、落語家
- 1979年 - 酒井潤、投資家、YouTuber
- 1979年 - パラドーン・スリチャパン、テニス選手
- 1980年 - 岡田ひかり、タレント
- 1981年 - オジョー、お笑い芸人
- 1981年 - 東風実花、漫画家、イラストレーター
- 1982年 - 高坂麻衣、プロボウラー
- 1982年 - ラン・ラン、ピアニスト
- 1983年 - 新木宏典、俳優
- 1983年 - 別府あゆみ、女優、タレント
- 1983年 - 後藤明日香、アナウンサー
- 1984年 - 平野由実、ファッションモデル
- 1984年 - バカムスコ翔、歌手
- 1984年 - 阿部真弓、元バスケットボール選手、指導者
- 1984年 - 吉村裕基、元プロ野球選手
- 1984年 - ヘスス・グスマン、プロ野球選手
- 1985年 - 石橋健、バレーボール選手
- 1986年 - 比嘉愛未、女優
- 1986年 - 笹谷遼平、映画監督
- 1986年 - 立山真衣、柔道家
- 1986年 - ティム・スミス、プロ野球選手
- 1987年 - 三輪忠寛、元ラグビー選手
- 1988年 - 濱田恵理子、ミュージカル俳優、元バレエダンサー
- 1988年 - 佐藤円香、アイドル
- 1988年 - 森辰夫、元プロ野球選手
- 1988年 - ケヴィン・マクヘイル、俳優
- 1989年 - 溝端淳平、俳優、タレント
- 1989年 - アッキー、マジシャン
- 1989年 - 武藤祐太、元プロ野球選手
- 1989年 - 中溝雄也、元プロ野球選手
- 1989年 - ルーシー・ヘイル、女優、歌手
- 1989年 - ヘクター・ネリス、プロ野球選手
- 1989年 - チェイス・ウィットリー、元プロ野球選手
- 1990年 - 池ヶ谷夏美、サッカー選手
- 1990年 - 平子卓人、ハンドボール選手
- 1990年 - 藤井将貴、空手家
- 1991年 - 遠藤瞳、モデル
- 1991年 - ちゃんもも◎、タレント
- 1991年 - 四代目松柳亭鶴枝、落語家
- 1991年 - 河野元貴、元プロ野球選手
- 1992年 - 世永聖奈、アナウンサー
- 1993年 - スヴェトラーナ・イサコワ、フィギュアスケート選手
- 1993年 - 南波志帆、歌手
- 1993年 - 大城滉二、プロ野球選手
- 1994年 - 大野愛友佳、女優、タレント
- 1994年 - テイル、アイドル（NCT）
- 1994年 - くりえみ、グラビアアイドル、タレント
- 1994年 - 山田優、フェンシング選手
- 1995年 - 西井幸人、俳優
- 1995年 - 松浦雅、女優
- 1995年 - 美月ちか、レースクイーン、グラビアモデル、タレント
- 1996年 - 関根梓、アイドル（アップアップガールズ（仮））
- 1996年 - 富永美杜、アイドル（kolme）
- 1996年 - 森真奈美、アナウンサー
- 1997年 - 藤井風、シンガーソングライター
- 1997年 - 井上直樹、総合格闘家
- 1997年 - 渡辺彩華、総合格闘家
- 1997年 - 藤沼拓夢、サッカー選手
- 1998年 - 中川大志、俳優
- 1998年 - 黒後愛、バレーボール選手
- 1998年 - 濱大耀、サッカー選手
- 1999年 - ツウィ、アイドル（TWICE）
- 1999年 - 尾崎匠海、アイドル（INI、元kansai Boys Project、α-X's、Jump up Joy）
- 2000年 - 河野ゆかり、タレント
- 2000年 - 成田夢愛、サッカー選手
- 2000年 - 宮﨑颯、プロ野球選手
- 2001年 - SOLI、アイドル（ミームトーキョー）
- 2003年 - 染谷莉亜奈、ファッションモデル
- 2004年 - 吉田爽葉香、アイドル（@onefive）
- 2005年 - 天翔天音、女優
- 生年不詳 - 亥野麻紀、声優
- 生年不詳 - 立花日菜、声優
- 生年不詳 - 後藤羽矢子、漫画家
- 生年不詳 - 鈴木小波、漫画家
- 生年不詳 - 新山たかし、漫画家
- 生年不詳 - ねもと章子、漫画家

## 忌日

第9代北宋皇帝欽宗(1100-1161)没。北宋最後の皇帝。

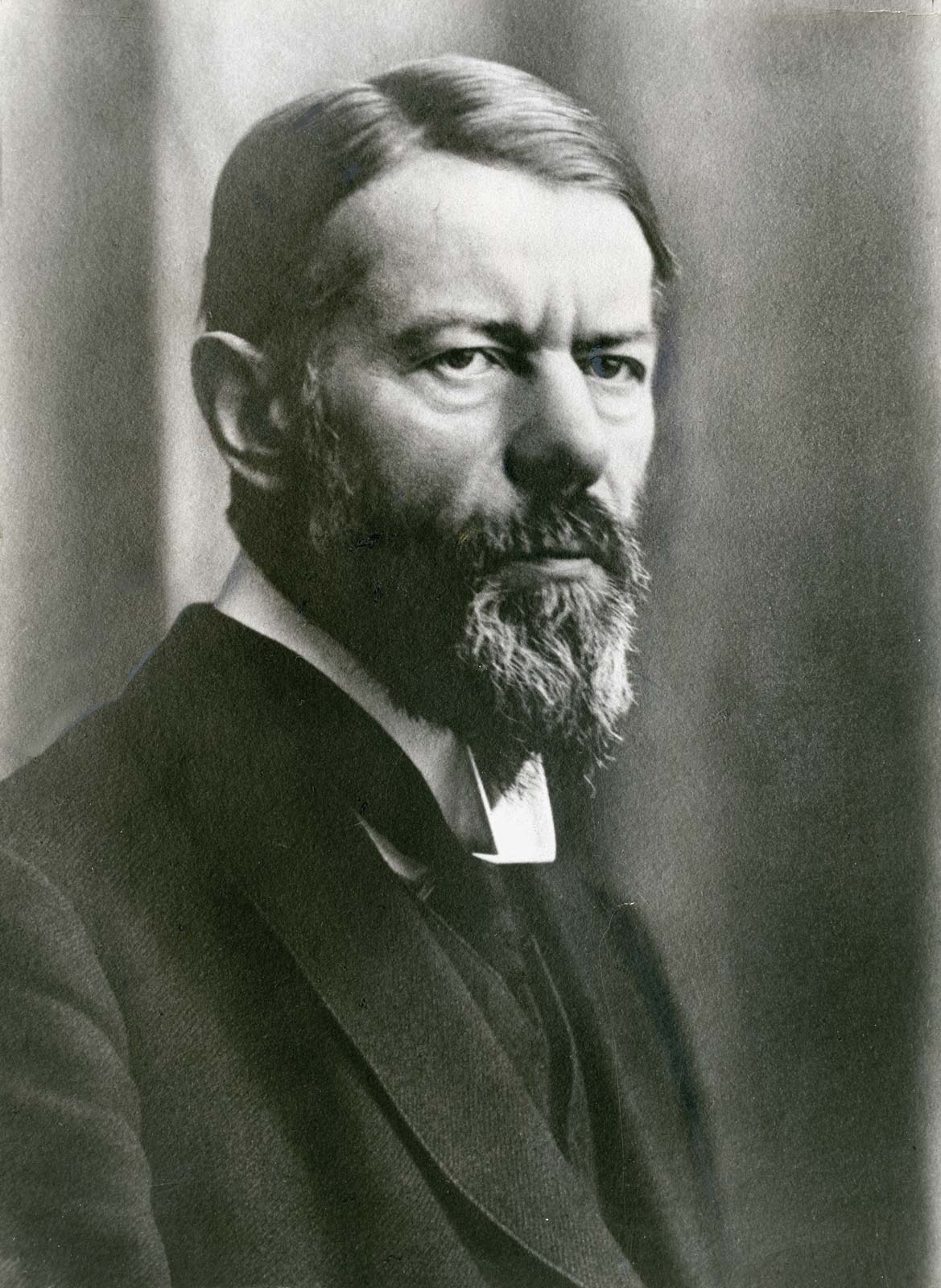
社会学者マックス・ヴェーバー(1864-1920)没。

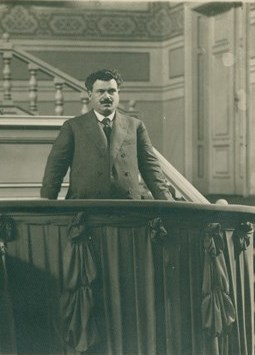
ブルガリア首相アレクサンドル・スタンボリスキ(1879-1923)没。クーデターで殺害された。

- 1161年（紹興31年5月19日） - 欽宗、中国北宋第9代皇帝（* 1100年）
- 1433年（永享5年5月27日） - 今川範政、室町時代の守護大名（* 1364年）
- 1440年（永享12年5月15日） - 一色義貫、室町時代の守護大名（* 1400年）
- 1486年（文明18年5月13日） - 願阿弥、時宗の僧
- 1497年 - フアン・ボルジア、ローマ教皇アレクサンデル6世の息子（* 1476年）
- 1516年 - フアン3世、ナバラ王（* 1469年）
- 1544年 - アントワーヌ、ロレーヌ公（* 1489年）
- 1583年（天正11年4月24日） - 柴田勝家、戦国大名（* 1522年）
- 1583年（天正11年4月24日） - お市の方（小谷の方）、織田信長の妹、浅井長政・柴田勝家の妻（* 1548年）
- 1594年 - オルランド・ディ・ラッソ、作曲家（* 1532年頃）
- 1694年（元禄7年5月22日） - 常如、東本願寺第15世法主（* 1641年）
- 1734年（享保19年5月13日） - 上杉宗憲、第6代米沢藩主（* 1714年）
- 1752年 - シャルル＝アントワーヌ・コワペル、画家（* 1694年）
- 1800年 - ルイ・シャルル・アントワーヌ・ドゼー、ナポレオン戦争期のフランス軍指導者（* 1768年）
- 1801年 - ベネディクト・アーノルド、アメリカ独立戦争期の大陸軍将軍（* 1741年）
- 1825年 - ピエール・シャルル・ランファン、建築家、都市計画家（* 1754年）
- 1829年（文政12年5月13日） - 松平定信、江戸幕府老中、白河藩主（* 1759年）
- 1832年（天保3年5月16日） - 谷舜媖、絵師（* 1772年）
- 1837年 - ジャコモ・レオパルディ、詩人、随筆家、哲学者、文献学者（* 1798年）
- 1856年（安政3年5月12日） - 小笠原忠徴、第7代小倉藩主（* 1808年）
- 1864年 - レオニダス・ポーク、アメリカ連合国陸軍の中将（* 1806年）
- 1868年 - クロード・プイエ、物理学者（* 1791年）
- 1875年 - ハインリヒ・ダレスト、天文学者（* 1822年）
- 1897年 - 薩埵正邦、東京法学社（現：法政大学）共同創始者（* 1856年）
- 1907年 - ウィリアム・ル・バロン・ジェニー、建築家、技術者（* 1832年）
- 1911年 - ヨハン・スヴェンセン、作曲家（* 1840年）
- 1914年 - アドレー・E・スティーブンソン、第23代アメリカ合衆国副大統領（* 1835年）
- 1920年 - マックス・ヴェーバー、社会学者（* 1864年）
- 1923年 - ラファエル・フォン・ケーベル、哲学者（* 1848年）
- 1923年 - アレクサンダル・スタンボリイスキ、政治家、ブルガリア首相（* 1879年）
- 1926年 - メアリー・カサット、画家、版画家（* 1844年）
- 1927年 - ジェローム・K・ジェローム、作家（* 1859年）
- 1927年 - オッタビオ・ボテッキア、自転車選手（* 1894年）
- 1928年 - エメリン・パンクハースト、婦人参政権運動家（* 1858年）
- 1936年 - ギルバート・ケイス・チェスタートン、推理作家（* 1874年）
- 1936年 - 章炳麟、革命運動家、思想家（* 1869年）
- 1937年 - 石井亮一、福祉活動家（* 1867年）
- 1938年 - ウィリアム・ウォレス・キャンベル、天文学者（* 1862年）
- 1939年 - ジョージ・アルノルド・エッセル、明治期のお雇い外国人（* 1843年）
- 1939年 - ヴラジスラフ・ホダセヴィチ、詩人（* 1886年）
- 1946年 - ホルヘ・ウビコ、政治家、グアテマラ大統領（* 1878年）
- 1946年 - ジョン・ロジー・ベアード、電気技術者、発明家（* 1888年）
- 1946年 - 幸田延、音楽家（* 1870年）
- 1947年 - アルベール・マルケ、画家（* 1875年）
- 1949年 - 川島浪速、アジア主義運動家（* 1866年）
- 1967年 - エディー・イーガン、スポーツ選手（* 1897年）
- 1967年 - 横路節雄、政治家（* 1911年）
- 1968年 - サルヴァトーレ・クァジモド、作家、ノーベル文学賞受賞者（* 1901年）
- 1969年 - 三浦光子、女優（* 1917年）
- 1972年 - 宮崎松記、医師（* 1900年）
- 1973年 - 鈴木力衛、フランス文学者、翻訳家、演劇評論家（* 1911年）
- 1976年 - アンダ・ゲーザ、ピアニスト（* 1921年）
- 1977年 - ロバート・ミドルトン、俳優（* 1911年）
- 1979年 - アレクサンドル・モロゾフ、戦車設計技師（* 1904年）
- 1983年 - 大邱山高祥、元大相撲関脇、年寄13代間垣（* 1907年）
- 1985年 - 川田栄三、銀行家、元肥後銀行頭取（* 1896年）
- 1986年 - ホルヘ・ルイス・ボルヘス、小説家（* 1899年）
- 1987年 - 中川平太夫、政治家、第4代福井県知事（* 1915年）
- 1989年 - 森はな、児童文学作家（* 1909年）
- 1991年 - ペギー・アシュクロフト、女優（* 1907年）
- 1993年 - 朝吹英一、音楽家、実業家、元千代田組社長（* 1909年）
- 1994年 - ヘンリー・マンシーニ、作曲家（* 1924年）
- 1994年 - 柳川福三、元プロ野球選手（* 1936年）
- 1995年 - ロジャー・ゼラズニイ、小説家（* 1937年）
- 1995年 - ソニー・ラブ＝タンシ、作家（* 1947年）
- 1995年 - ロリー・ギャラガー、ギタリスト（* 1948年）
- 1996年 - 保坂誠、実業家、第7代後楽園スタヂアム（現東京ドーム）社長（* 1910年）
- 1997年 - 筈見有弘、映画評論家（* 1937年）
- 1999年 - 佐治賢使、漆芸家（* 1914年）
- 1999年 - 谷岡ヤスジ、漫画家（* 1942年）
- 2002年 - 大谷光照（勝如）、浄土真宗本願寺派第23世宗主（* 1911年）
- 2002年 - 文部おさむ、声優（* 1932年）
- 2004年 - 八木柊一郎、劇作家（* 1928年）
- 2004年 - 湯浅憲明、映画監督（* 1933年）
- 2005年 - 芳賀貢、政治家（* 1908年）
- 2005年 - カルロ・マリア・ジュリーニ、指揮者（* 1914年）
- 2007年 - クルト・ヴァルトハイム、第4代国際連合事務総長、第6代オーストリア大統領（* 1918年）
- 2007年 - 山崎真秀、法学者、元東京都国分寺市長（* 1930年）
- 2007年 - 鈴木悳夫、元プロ野球選手（* 1940年）
- 2008年 - 杉田光良、政治家、元茨城県常総市長（* 1937年）
- 2008年 - 河瀬正利、考古学者、広島大学名誉教授（* 1941年）
- 2008年 - エスビョルン・スヴェンソン、ジャズミュージシャン（* 1964年）
- 2009年 - 長谷部安春、映画監督、演出家（* 1932年）
- 2009年 - ボブ・ボーグル、ギタリスト、ベーシスト（ザ・ベンチャーズ）（* 1934年）
- 2009年 - アベル・タドル、サッカー選手（* 1984年）
- 2010年 - 島田久、政治家（* 1935年）
- 2011年 - ミリヴォイ・アシュネル、ナチス戦争犯罪容疑者（* 1913年）
- 2011年 - 滝浦静雄、哲学者、翻訳家、東北大学名誉教授（* 1927年）
- 2012年 - 三代坂口平兵衛、実業家（* 1930年）
- 2013年 - 手島透、実業家、元スタンレー電気社長（* 1925年）
- 2013年 - 西田典之、刑法学者、東京大学名誉教授（* 1947年）
- 2014年 - 谷岡武雄、地理学者、元立命館大学学長、同大学名誉教授（* 1916年）
- 2014年 - 井上正、美術史家（* 1929年）
- 2014年 - 戸澤久夫、政治家、元群馬県太田市長（* 1933年）
- 2015年 - 喬石、政治家（* 1924年）
- 2015年 - ジョゼ・エリ・デ・ミランダ、サッカー選手（* 1932年）
- 2015年 - 西江雅之、文化人類学者、言語学者（* 1937年）
- 2015年 - ワルター・ウェラー、ヴァイオリニスト、指揮者（* 1939年）
- 2016年 - 白川由美、女優（* 1936年）
- 2016年 - 中川梨絵、女優（* 1948年）
- 2016年 - 灰島かり、児童文学研究者、翻訳家（* 1950年）
- 2017年 - 水庭進、アナウンサー、教育者、文筆家、俳人（* 1924年）
- 2018年 - マウラナ・ファズルッラー、パキスタン・ターリバーン運動最高指導者（* 1974年）
- 2018年 - 野邉大地、俳優、スーツアクター（* 1996年）
- 2019年 - SNOBゆか、お笑い芸人、レゲエDJ（SNOB）（* 1964年）
- 2019年 - 吉武美知子、映画プロデューサー（* 生年不詳）
- 2020年 - 加藤茂雄、俳優（* 1925年）
- 2020年 - キース・ティペット、ジャズピアニスト、作曲家（* 1947年）
- 2020年 - スシャント・シン・ラージプート、俳優（* 1986年）
- 2021年 - エンリケ・ボラーニョス、政治家、第47代ニカラグア大統領（* 1928年）
- 2021年 - 今井芳男、銀行家、元びわこ銀行（現関西みらい銀行）頭取（* 1929年）
- 2021年 - マルキス・キド、バドミントン選手、2008年北京五輪金メダリスト（* 1984年）
- 2022年 - 小野馥、アナウンサー（* 1928年）
- 2022年 - 宮村眞平、実業家、元三井金属鉱業社長（* 1934年）
- 2022年 - アブラハム・B・イェホシュア、小説家、エッセイスト、劇作家、ハイファ大学名誉教授（* 1936年）
- 2022年 - ジョエル・ホイットバーン、著作家、音楽史家（* 1939年）
- 2023年 - チョン・インチョイ、歌手、俳優、声優（* 1934年）
- 2023年 - ヘンリー・ペトロスキー、工学者（* 1942年）
- 2024年 - トリグヴェ・リーンスカウク、コンピューター科学者、オスロ大学名誉教授（* 1930年）
- 2024年 - 白石かずこ、詩人、翻訳家（* 1931年）
- 2024年 - 佐々木昭一郎、映像作家（* 1936年）
- 2025年 - ビオレタ・チャモロ、政治家、元ニカラグア大統領（* 1929年）
- 2025年 - ジェームス三木、脚本家（* 1934年）
- 2025年 - 卓也努力勝利、お笑い芸人（四天王）（* 1986年）

## 記念日・年中行事

星条旗がアメリカ合衆国の国旗となる(1777)。13植民地を象徴し当初の星の数は13であった。

- 世界献血者デー（ 世界）
ABO式血液型を発見した生物学者・カール・ラントシュタイナーの1868年の誕生日を記念して、国際赤十字・赤新月社連盟、世界献血団体連盟、国際輸血学会が2004年に制定。
- フラッグデー（英語版）（ アメリカ合衆国）
1777年のこの日、星条旗が正式にアメリカ合衆国の国旗に定められたことを記念。第28代大統領ウッドロウ・ウィルソンがこの日を国民の祝日とした。
- 五輪旗制定記念日
1914年のこの日、オリンピック大会旗が制定されたことを記念。
- キスデー（ 韓国）
- 手羽先記念日（ 日本）
名古屋市で手羽先店チェーン「世界の山ちゃん」を展開する株式会社エスワイフードが2007年に制定。日付は、1981年に「世界の山ちゃん」の1号店が開店した創業記念日であることに由来[8]。